# 虎跳峡镇
虎跳峡镇，是中华人民共和国云南省迪庆藏族自治州香格里拉市下辖的一个乡镇级行政单位。

## 行政区划
虎跳峡镇下辖以下地区：
桥头社区、红旗村、长胜村、桥头村、东坡村、松鹤村、永胜村、金星村、保山村、新仁村和礼仁村。